# Derinkuyu (underjordisk by)
Derinkuyu, også kendt som Elengubu, kappadokisk græsk: Μαλακοπή Malakopi; tyrkisk: Derinkuyu Yeraltı Şehri) er en gammel underjordisk by i flere niveauer nær den moderne by Derinkuyu i Nevşehir-provinsen, Tyrkiet. Byen når ned til en dybde på cirka 85 meter, og var stor nok til at huse op til 20.000 mennesker sammen med deres husdyr- og fødevaremarkeder. Det er den største udgravede underjordiske by i Tyrkiet og er et af flere underjordiske komplekser, der findes rundt i Kappadokien.

## Funktioner
Den underjordiske by ved Derinkuyu kunne lukkes indefra med store rullende stendøre. Hver etage kunne lukkes af separat.
Byen kunne rumme op til 20.000 mennesker og havde faciliteter mage til andre underjordiske komplekser rundt i Kappadokien, såsom vin- og oliepresser, stalde, kældre, lagerrum, refektorier og kapeller. Unikt for Derinkuyu-komplekset og placeret på anden sal er der et rummeligt rum med tøndehvælvet loft. Det menes at dette lokale blev brugt som en religiøs skole, og lokalerne til venstre var studier.
Mellem tredje og fjerde niveau starter der en række lodrette trapper, som fører ned til en kirke på det laveste (femte) niveau.
Den store 55 meter dybe ventilationsskakt menes at have været brugt som en brønd der gav vand til både landsbyboerne ovenover og, hvis omverdenen var utilgængelig, til dem der var gået i skjul i grotterne.

## Historie
Grotterne kan oprindeligt være blevet bygget i den bløde vulkanske klippe i Cappadocia-regionen af frygerne i det 8- 7 århundrede før Kristus. Da det frygiske sprog døde ud i romertiden, og blev erstattet af græsk, udvidede indbyggerne deres huler til dybe strukturer på flere niveauer og tilføjede kapeller og græske inskriptioner.
Byen ved Derinkuyu blev bygget i den byzantinske æra, da den blev flittigt brugt som beskyttelse mod arabiske muslimer under de arabisk-byzantinske krige (780-1180). Byen var forbundet med en anden underjordisk by, Kaymakli, gennem 8-9 kilometer lange tunneler. Nogle artefakter opdaget i disse underjordiske bosættelser er fra perioden mellem det 5. og det 10. århundrede. 
Byerne blev fortsat brugt af de lokale kristne som beskyttelse mod den mongolske indtrængen under Timur Lenk i det 14. århundrede.
Efter at regionen kom under osmannerne, blev byerne brugt som tilflugtssteder af de indfødte fra de tyrkiske muslimske herskere. (p 16) 
I det 20. århundrede blev de underjordiske byer stadig brugt af kappadokiske grækere og armenere til at undslippe periodiske forfølgelser. Lingvisten Richard MacGillivray Dawkins,  der fra 1909 til 1911 forskede  om de kappadokiske græsktalende indfødte i området, berettede om en sådan begivenhed som skulle have have fundet sted i 1909: "Da nyheden kom om de nylige massakrer i Adana, havde en stor del af befolkningen i Axo søgt tilflugt i disse underjordiske kamre og vovede i nogle nætter ikke at sove over jorden." 
I 1923 blev de kristne indbyggere i regionen under  befolkningsudvekslingen mellem Grækenland og Tyrkiet, fordrevet fra Tyrkiet og flyttet til Grækenland,  hvorefter tunnelerne blev forladt.
I 1963 blev tunnelerne fundet igen, efter at en beboer i området, under renovering, fandt et mystisk rum bag en mur i sit hjem. Yderligere gravearbejde afslørede adgang til tunnelnettet.
I 1969 blev stedet åbnet for besøgende, med omkring halvdelen af den underjordiske by tilgængelig fra 2016. 

## Fodnoter
1. ↑  "The area became an important frontier province during the 7th century when Arab raids on the Byzantine Empire began. By now the soft tufa had been tunneled and chambered to provide underground cities where a settled if cautious life could continue during difficult times. When the Byzantines re-established secure control between the 7th and 11th centuries, the troglodyte population surfaced, now carving their churches into rock faces and cliffs in the Goreme and Soganli areas, giving Cappadocia its fame today. ... At any rate here they flourished, their churches remarkable for being cut into the rock, but interesting especially for their paintings, relatively well preserved, rich in coloring, and with an emotional intensity lacking in the formalism of Constantinople; this is one of the few places where paintings from the pre-iconoclastic period have survived. Icons continued to be painted after the Seljuk conquest of the area in the 11th century, and the Ottoman conquest did not interfere with the Christian practices in Cappadocia, where the countryside remained largely Greek, with some Armenians. But decline set in and Goreme, Ihlara and Soganli lost their early importance. The Greeks finally ending their long history here with the mass exchange of populations between Turkey and Greece in 1923." — Darke (2011)[8]
2. ↑  "None the less, at the beginning of the 20th century, Greek still had a strong presence in Silli, north-west of Konya (ancient Ikonion), in Pharasa, and other villages in the region drained by the Yenice river (some 100 km south of Kayseri, ancient Caesarea), and in Cappadocia proper, at Arabison (Arapsu/Gulsehir) north-west of Nevşehir (ancient Nyssa), and in the large region south of Nevşehir as far down as Nigde and Bor (close to ancient Tyana). This whole area, as the home of St Basil the Great (329–379), his brother St Gregory of Nyssa (335–394) and his friend St Gregory of Nazianzos (330–389), was of great importance in the early history of Christianity, but is perhaps most famous today for the extraordinary landscape of eroded volcanic tufa in the valleys of Goreme, Ihlara and Soganh, and for the churches and houses carved into the ‘fairy chimneys’ to serve the Christian population in the middle ages. Many of the rock cut churches, which range in date from the 6th to the 13th centuries, contain magnificent frescos. Away from the valleys, some of the villages have vast underground complexes containing houses, cellars, stables, refectories, cemeteries and churches, affording protection from marauding Arabs in the days when the Byzantine empire extended to the Euphrates, and serving later as places of refuge from hostile Turkish raiders. The most famous of these are at Kaymakli and Derinkuyu, formerly the Greek villages of Anaku (Inegi) and Malakopi (Melagob), where the chambers extended down over several levels of depths of up to 85 metres." — Horrocks (2010)[9]
3. ↑  "Its inhabitants were Cappadocian Greeks, who may have found a refuge here, perhaps from Roman, from Iconoclast, or later from Turkish and Mongol threats. Urgup itself was the Byzantine Prokopion; the Emperor Nicephoros Phocas is said to have passed this way, after his Cilician campaign; and the neighborhood was populous enough to support, at different times, a number of bishoprics." — P.B. Kinross (1970)[11]
4. ↑  "... these excavations are referred to as long ago as the campaigns of Timour Beg, one of whose captains was sent to hunt out the inhabitants of Kaisariyeh, who had taken refuge in their underground dwellings, and was killed by an arrow shot through the hole in one of the doors." — Dawkins (1916)[12]:{{{1}}}
5. ↑  "... their use as places of refuge in time of danger is indicated by their name καταφύγια, and when the news came of the recent massacres at Adana [in 1909], a great part of the population at Axo took refuge in these underground chambers, and for some nights did not venture to sleep above ground." — Dawkins (1916)[12]:{{{1}}}
6. ↑  "The tenth-century historian Leo the Deacon records a journey to Cappadocia made by Nikephoros Phokas shortly before he became emperor. Perhaps to recapture the attention of readers beginning to tire of troop movements he also offers a scrap of information about a curiosity of the region to which the emperor was heading: its inhabitants were once called troglodytes, because ‘they went underground in holes, clefts and labyrinths, as it were in dens and burrows’. This brief note was probably not based on first-hand knowledge but it might have been prompted by an awareness of the vast number of rock-cut cavities in an area to the west and southwest of Kaisareia (Kayseri of modern Turkey). Had Leo been more inclined to garrulous digression (or perhaps just better informed), he might have supplied more details of the troglodyte region and the task of bringing scholarly order to the hundreds of rock-cut monuments and other cavities in the area might have been much similar. ... At this time the region was still inhabited by a mixed population of Turkish-speaking Moslems and Greek-speaking Christians. The latter group left for Greece in the early 1920s, during an exchange of population of minorities that was part of the radical social re-ordering initiated by Kemal Atatürk; they were replaced by Turks from Greece, mostly from Thrace. In the two decades before this upheaval, however, members of the local Greek population acted as guides to Guillaume de Jerphanion, who made several visits to the volcanic valleys and wrote his meticulous descriptions of many painted Byzantine rock-cut churches." — Rodley (2010)[13]
7. ↑  "On May 1st, 1923, the agreement on the exchange of the Turkish and Greek minorities in both countries was published. A shock went through the ranks of the people affected – on both sides. Within a few months they had to pack their belongings and ship them or even sell them. They were to leave their homes, which had also been their great-grandfathers’ homes, they were to give up their holy places and leave the graves of their ancestors to an uncertain fate. In Cappadocia, the villages of Mustafapasa, Urgup, Guzelyurt and Nevşehir were the ones affected most by this rule. Often more than half the population of a village had to leave the country, so that those places were hardly able to survive… The Greeks from Cappadocia were taken to Mersin on the coast in order to be shipped to Greece from there. But they had to leave the remaining part of their belongings behind in the harbor. They were actually promised that everything would be sent after them later, but corrupt officials and numberless thieves looted the crammed storehouses, so that after a few months only a fraction of the goods – or even nothing at all – arrived at their new home ... . Today the old houses of the Greek people are the only testimony that reminds us of them in Cappadocia. But these silent witnesses are in danger, too. Only a few families can afford the maintenance of those buildings ... ." — Oberheu & Wadenpohl (2010)[14]